# Ruthiella
Ruthiella es un género de plantas  perteneciente a la familia Campanulaceae. Contiene cuatro especies. Es originario de Nueva Guinea. Comprende 4 especies descritas y 4 aceptadas.

## Taxonomía
El género fue descrito por Cornelis Gijsbert Gerrit Jan van Steenis y publicado en Blumea 13: 127. 1965.

## Especies aceptadas
A continuación se brinda un listado de las especies del género Ruthiella aceptadas hasta octubre de 2013, ordenadas alfabéticamente. Para cada una se indica el nombre binomial seguido del autor, abreviado según las convenciones y usos.
- Ruthiella oblongifolia (Diels) Steenis
- Ruthiella saxicola (P.Royen) Steenis
- Ruthiella schlechteri (Diels) Steenis
- Ruthiella subcordata (Merr. & L.M.Perry) Steenis